# Lanioturdus torquatus
El laniotordo (Lanioturdus torquatus) es una especie de ave paseriforme de la familia Platysteiridae propia del suroeste de África. Es el único miembro del género Lanioturdus. Esta curiosa ave, la cual algunos consideran que tiene muchas afinidades con los batis y  malaconótidos, fue descubierta en 1837 por James Edward Alexander en las montañas Naukluft en Namibia. Posteriormente Waterhouse la describió en 1838.
Se alimenta a nivel del terreno, donde pega saltos a unos 25 cm del suelo y mantiene  una postura erguida, buscando insectos. Siempre lleva apuntando para abajo su cola corta, con una pequeña marca negra en el extremo de las dos plumas centrales. Su llamada son una serie de silbidos territoriales. Ambos sexos poseen una apariencia similar.

## Distribución
Se encuentra en el oeste de Angola y Namibia en zonas de la sabana con arbustos espinosos y zonas con bosquecillos de mopane. Es un ave común, endémica, reproduciéndose en su región, con cortas migraciones estacionales.

## Comportamiento
Se lo observa solo o en parejas durante la temporada de reproducción, y en grupos pequeños durante el resto del año. Al igual que otros batis su vuelo es torpe con batido de alas bajo y rápido.
Construye su nido en las acacias espinosas y ambos sexos colaboran en su fabricación. Los nidos son copas profundas, bien conformadas entre cuyos materiales utiliza telas de araña y que se ubican a una altura de unos 3 m. La puesta es de 2 a 3 huevos de un color verde pálido a blanco con pintas rojizas-pardas. Los huevos son incubados por la hembra.